# Cryptoscenea serrata
Cryptoscenea serrata är en insektsart som först beskrevs av Meinander 1979.  Cryptoscenea serrata ingår i släktet Cryptoscenea och familjen vaxsländor. Inga underarter finns listade i Catalogue of Life.